# Свобода (Рыльский район)
Свобо́да — деревня в Рыльском районе Курской области. Административный центр Ломакинского сельсовета.

## География
Деревня находится находится на расстоянии 20,5 км к юго-западу от города Рыльск, административного центра района, и 124 км к юго-западу от города Курск, административного центра области.

### Климат
Деревня Свобода, как и весь район, расположен в поясе умеренно континентального климата с тёплым летом и относительно тёплой зимой (Dfb в классификации Кёппена).

### Часовой пояс
Деревня Свобода, как и вся Курская область, находится в часовой зоне МСК (московское время). Смещение применяемого времени относительно UTC составляет +3:00.

## Население
| 2002 | 2010 |
| ---- | ---- |
| 200  | ↘130 |

## Инфраструктура
Личное подсобное хозяйство.

## Транспорт
Деревня находится в 17,5 км от автодороги регионального значения 38К-017 (Курск — Льгов — Рыльск — граница с Украиной), в 7 км от автодороги 38К-040 (Хомутовка — Рыльск — Глушково — Тёткино — граница с Украиной), на автодороге межмуниципального значения 38Н-558 (Рыльск — Дурово — Ломакино — граница с Глушковским районом), в 22 км от ближайшей ж/д станции Рыльск (линия 358 км — Рыльск). Остановка общественного транспорта.
В 173 км от аэропорта имени В. Г. Шухова (недалеко от Белгорода).